# Lega Nazionale A 2024-2025 (pallavolo maschile)
La Lega Nazionale A 2024-2025, 69ª edizione della massima serie del campionato svizzero di pallavolo maschile, si è svolta dal 28 settembre 2024 al 23 aprile 2025: al torneo hanno partecipato nove squadre di club svizzere e la vittoria finale è andata per la sesta volta all'Amriswil.

## Regolamento

### Formula
La formula ha previsto:
- Regular season, disputata con un girone all'italiana, con gare di andata e ritorno, per un totale di diciotto giornate;
- Seconda fase, in cui le squadre, conservano i punti ottenuti nella regular season, sono state divise in due gruppi: le prime sei classificate nel gruppo Champions e le rimanenti tre squadre nel gruppo League. Le squadre del gruppo Champions hanno disputato un nuovo girone all'italiana con partite di sola andata, mentre la squadre del gruppo League si sono incontrate per tre volte. Al termine le squadre del gruppo Champions hanno acceduto ai play-off scudetto con le prime due classificate ammesse direttamente alle semifinali;
- Play-off scudetto, strutturati in:
  - Quarti di finale, con gare di andata e ritorno ed eventuale golden set in caso di parità al termine della serie;
  - Semifinali e finale, al meglio di tre vittorie su cinque gare;
  - Finale per il 3º posto, al meglio di due vittorie su tre gare;
- Play-off 5º posto, a cui hanno acceduto le due squadre perdenti i quarti di finale, al meglio di tre vittorie su cinque gare.

### Criteri di classifica
Se il risultato finale è stato di 3-0 o 3-1 sono stati assegnati 3 punti alla squadra vincente e 0 a quella sconfitta, se il risultato finale è stato di 3-2 sono stati assegnati 2 punti alla squadra vincente e 1 a quella sconfitta.
L'ordine del posizionamento in classifica è stato definito in base a:
- Punti;
- Numero di partite vinte;
- Ratio dei set vinti/persi;
- Ratio dei punti realizzati/subiti;
- Risultato degli scontri diretti, utilizzando i criteri precedenti[3].

## Squadre partecipanti
Per la stagione 2024-25, la federazione, successivamente al ritiro del Lucerna, ha allargato la partecipazione al campionato a nove squadre: sono state promosse dalla Lega Nazionale B il Colombier, il San Gallo ed il Sursee.
| Club        | Stagione | Città           | Impianto                    | Stagione precedente                                    |
| ----------- | -------- | --------------- | --------------------------- | ------------------------------------------------------ |
| Amriswil    | dettagli | Amriswil        | Sporthalle Tellenfeld       | 2ª in Lega Nazionale A                                 |
| Chênois     | dettagli | Chêne-Bougeries | Centre Sportif Sous-Moulin  | 6ª in Lega Nazionale A                                 |
| Colombier   | dettagli | Milvignes       | Centre scolaire des Mûriers | 1ª in Lega Nazionale B; vincitrice play-off promozione |
| Jona        | dettagli | Jona            | Sporthalle Grünfeld         | 7ª in Lega Nazionale A                                 |
| Losanna UC  | dettagli | Losanna         | Centre sportif de Dorigny   | 3ª in Lega Nazionale A                                 |
| Näfels      | dettagli | Näfels          | Linthalle SGU               | 5ª in Lega Nazionale A                                 |
| San Gallo   | dettagli | San Gallo       | Alte Kreuzbleiche           | 2ª in Lega Nazionale B; finale play-off promozione     |
| Schönenwerd | dettagli | Däniken         | Betoncoupe Arena            | Campione di Svizzera                                   |
| Sursee      | dettagli | Sursee          | Sporthalle Kottenmatte      | 5ª in Lega Nazionale B                                 |

## Torneo

### Regular season

#### Risultati
| Prima giornata |                         |         |                                   |
|                |                         |         |                                   |
| Riposa:        | Chênois                 | Chênois | Chênois                           |
| 28-09          | San Gallo - Amriswil    | 0-3     | 21-25, 19-25, 16-25               |
| 28-09          | Sursee - Näfels         | 0-3     | 18-25, 20-25, 17-25               |
| 28-09          | Schönenwerd - Colombier | 3-0     | 25-16, 25-17, 25-14               |
| 28-09          | Losanna UC - Jona       | 3-2     | 23-25, 16-25, 25-16, 25-18, 15-10 |

| Seconda giornata |                       |        |                            |
|                  |                       |        |                            |
| Riposa:          | Näfels                | Näfels | Näfels                     |
| 05-10            | Colombier - San Gallo | 1-3    | 25-22, 21-25, 14-25, 21-25 |
| 05-10            | Chênois - Losanna UC  | 0-3    | 21-25, 16-25, 27-29        |
| 05-10            | Amriswil - Sursee     | 3-0    | 25-12, 25-19, 25-16        |
| 06-10            | Jona - Schönenwerd    | 0-3    | 12-25, 19-25, 16-25        |

| Terza giornata |                       |           |                            |
|                |                       |           |                            |
| Riposa:        | San Gallo             | San Gallo | San Gallo                  |
| 12-10          | Colombier - Chênois   | 0-3       | 21-25, 21-25, 21-25        |
| 12-10          | Schönenwerd - Näfels  | 3-1       | 25-21, 21-25, 25-19, 25-13 |
| 12-10          | Losanna UC - Amriswil | 0-3       | 17-25, 19-25, 22-25        |
| 13-10          | Sursee - Jona         | 0-3       | 16-25, 16-25, 11-25        |

| Quarta giornata |                      |           |                            |
|                 |                      |           |                            |
| Riposa:         | Colombier            | Colombier | Colombier                  |
| 20-10           | Sursee - Schönenwerd | 1-3       | 25-19, 17-25, 13-25, 18-25 |
| 20-10           | Näfels - Losanna UC  | 3-1       | 21-25, 25-20, 25-16, 25-20 |
| 20-10           | Chênois - San Gallo  | 3-0       | 25-23, 25-18, 25-20        |
| 20-10           | Amriswil - Jona      | 3-0       | 25-16, 25-18, 25-20        |

| Quinta giornata |                        |            |                                   |
|                 |                        |            |                                   |
| Riposa:         | Losanna UC             | Losanna UC | Losanna UC                        |
| 25-10           | Colombier - Sursee     | 3-1        | 23-25, 25-21, 25-18, 25-15        |
| 26-10           | Schönenwerd - Amriswil | 3-2        | 20-25, 25-22, 23-25, 25-23, 15-6  |
| 26-10           | San Gallo - Näfels     | 0-3        | 22-25, 17-25, 20-25               |
| 26-10           | Jona - Chênois         | 2-3        | 19-25, 26-24, 20-25, 26-24, 16-18 |

| Sesta giornata |                        |             |                            |
|                |                        |             |                            |
| Riposa:        | Schönenwerd            | Schönenwerd | Schönenwerd                |
| 27-10          | Amriswil - Colombier   | 3-0         | 25-12, 25-18, 25-13        |
| 27-10          | Losanna UC - San Gallo | 3-1         | 25-18, 25-12, 23-25, 25-23 |
| 27-10          | Sursee - Chênois       | 0-3         | 15-25, 20-25, 24-26        |
| 27-10          | Näfels - Jona          | 3-0         | 25-20, 25-17, 26-24        |

| Settima giornata |                          |        |                                  |
|                  |                          |        |                                  |
| Riposa:          | Sursee                   | Sursee | Sursee                           |
| 02-11            | Jona - San Gallo         | 3-2    | 23-25, 25-18, 25-15, 21-25, 15-5 |
| 02-11            | Colombier - Näfels       | 1-3    | 9-25, 25-23, 15-25, 19-25        |
| 02-11            | Schönenwerd - Losanna UC | 3-0    | 25-19, 25-22, 25-20              |
| 02-11            | Chênois - Amriswil       | 0-3    | 25-27, 22-25, 16-25              |

| Ottava giornata |                        |      |                                   |
|                 |                        |      |                                   |
| Riposa:         | Jona                   | Jona | Jona                              |
| 09-11           | San Gallo - Sursee     | 3-0  | 26-24, 25-23, 25-21               |
| 09-11           | Losanna UC - Colombier | 3-2  | 25-17, 27-25, 22-25, 23-25, 15-10 |
| 09-11           | Amriswil - Näfels      | 3-1  | 25-17, 24-26, 25-17, 25-20        |
| 09-11           | Chênois - Schönenwerd  | 0-3  | 19-25, 16-25, 21-25               |

| Nona giornata |                         |          |                            |
|               |                         |          |                            |
| Riposa:       | Amriswil                | Amriswil | Amriswil                   |
| 16-11         | Schönenwerd - San Gallo | 3-0      | 25-20, 25-20, 25-17        |
| 16-11         | Näfels - Chênois        | 1-3      | 20-25, 25-14, 21-25, 20-25 |
| 16-11         | Colombier - Jona        | 3-1      | 26-24, 21-25, 25-16, 25-18 |
| 17-11         | Sursee - Losanna UC     | 0-3      | 23-25, 22-25, 18-25        |

| Decima giornata |                         |         |                            |
|                 |                         |         |                            |
| Riposa:         | Chênois                 | Chênois | Chênois                    |
| 23-11           | Colombier - Schönenwerd | 1-3     | 11-25, 25-20, 14-25, 21-25 |
| 23-11           | Näfels - Sursee         | 3-0     | 25-20, 25-14, 25-18        |
| 23-11           | Amriswil - San Gallo    | 3-0     | 25-14, 25-15, 27-25        |
| 24-11           | Jona - Losanna UC       | 0-3     | 18-25, 19-25, 19-25        |

| Undicesima giornata |                       |        |                            |
|                     |                       |        |                            |
| Riposa:             | Näfels                | Näfels | Näfels                     |
| 30-11               | San Gallo - Colombier | 1-3    | 22-25, 22-25, 25-12, 18-25 |
| 30-11               | Sursee - Amriswil     | 0-3    | 16-25, 20-25, 18-25        |
| 30-11               | Schönenwerd - Jona    | 3-0    | 25-17, 25-15, 25-23        |
| 30-11               | Losanna UC - Chênois  | 3-0    | 25-14, 25-22, 25-22        |

| Dodicesima giornata |                       |           |                           |
|                     |                       |           |                           |
| Riposa:             | San Gallo             | San Gallo | San Gallo                 |
| 07-12               | Näfels - Schönenwerd  | 0-3       | 16-25, 18-25, 23-25       |
| 08-12               | Jona - Sursee         | 3-0       | 25-21, 25-16, 25-21       |
| 07-12               | Chênois - Colombier   | 3-0       | 25-21, 25-18, 25-20       |
| 07-12               | Amriswil - Losanna UC | 3-1       | 25-20, 25-14, 22-25, 25-8 |

| Tredicesima giornata |                      |           |                                  |
|                      |                      |           |                                  |
| Riposa:              | Colombier            | Colombier | Colombier                        |
| 14-12                | Schönenwerd - Sursee | 3-1       | 25-15, 25-14, 28-30, 25-22       |
| 14-12                | Losanna UC - Näfels  | 0-3       | 17-25, 23-25, 17-25              |
| 13-12                | Jona - Amriswil      | 0-3       | 19-25, 17-25, 21-25              |
| 14-12                | San Gallo - Chênois  | 2-3       | 18-25, 21-25, 25-19, 25-23, 9-15 |

| Quattordicesima giornata |                        |            |                                   |
|                          |                        |            |                                   |
| Riposa:                  | Losanna UC             | Losanna UC | Losanna UC                        |
| 15-12                    | Sursee - Colombier     | 2-3        | 22-25, 25-16, 25-22, 15-25, 13-15 |
| 15-12                    | Amriswil - Schönenwerd | 3-1        | 23-25, 25-17, 25-20, 25-20        |
| 15-12                    | Chênois - Jona         | 3-0        | 30-28, 25-23, 25-22               |
| 15-12                    | Näfels - San Gallo     | 3-0        | 25-17, 25-17, 25-15               |

| Quindicesima giornata |                        |             |                                   |
|                       |                        |             |                                   |
| Riposa:               | Schönenwerd            | Schönenwerd | Schönenwerd                       |
| 21-12                 | Jona - Näfels          | 2-3         | 25-17, 20-25, 25-19, 21-25, 14-16 |
| 21-12                 | Chênois - Sursee       | 3-0         | 25-11, 25-15, 25-17               |
| 21-12                 | San Gallo - Losanna UC | 1-3         | 15-25, 25-20, 16-25, 18-25        |
| 21-12                 | Colombier - Amriswil   | 0-3         | 15-25, 20-25, 15-25               |

| Sedicesima giornata |                          |        |                                   |
|                     |                          |        |                                   |
| Riposa:             | Sursee                   | Sursee | Sursee                            |
| 04-01               | Amriswil - Chênois       | 3-1    | 25-13, 24-26, 25-20, 25-19        |
| 04-01               | San Gallo - Jona         | 0-3    | 13-25, 22-25, 20-25               |
| 04-01               | Näfels - Colombier       | 3-2    | 25-20, 19-25, 25-18, 23-25, 15-10 |
| 04-01               | Losanna UC - Schönenwerd | 1-3    | 22-25, 25-16, 18-25, 24-26        |

| Diciassettesima giornata |                        |      |                                  |
|                          |                        |      |                                  |
| Riposa:                  | Jona                   | Jona | Jona                             |
| 11-01                    | Sursee - San Gallo     | 1-3  | 16-25, 25-21, 14-25, 20-25       |
| 11-01                    | Schönenwerd - Chênois  | 3-2  | 24-26, 25-22, 23-25, 25-16, 15-8 |
| 10-01                    | Näfels - Amriswil      | 1-3  | 24-26, 25-18, 21-25, 13-25       |
| 11-01                    | Colombier - Losanna UC | 3-1  | 25-19, 25-19, 21-25, 25-18       |

| Diciottesima giornata |                         |          |                            |
|                       |                         |          |                            |
| Riposa:               | Amriswil                | Amriswil | Amriswil                   |
| 15-01                 | Chênois - Näfels        | 3-1      | 25-15, 25-19, 20-25, 25-18 |
| 15-01                 | Losanna UC - Sursee     | 3-0      | 25-18, 25-17, 25-18        |
| 15-01                 | Jona - Colombier        | 3-0      | 25-23, 25-11, 25-13        |
| 15-01                 | San Gallo - Schönenwerd | 0-3      | 17-25, 15-25, 20-25        |

#### Classifica
| Pos. | Squadra     | Pt | G  | V  | P  | SV | SP | Ratio | PF    | PS    | Ratio |
| ---- | ----------- | -- | -- | -- | -- | -- | -- | ----- | ----- | ----- | ----- |
| 1.   | Amriswil    | 46 | 16 | 15 | 1  | 47 | 8  | 5,875 | 1 342 | 1 034 | 1,298 |
| 2.   | Schönenwerd | 43 | 16 | 15 | 1  | 46 | 12 | 3,833 | 1 382 | 1 120 | 1,234 |
| 3.   | Chênois     | 29 | 16 | 10 | 6  | 33 | 24 | 1,375 | 1 279 | 1 243 | 1,029 |
| 4.   | Näfels      | 28 | 16 | 10 | 6  | 35 | 24 | 1,458 | 1 315 | 1 233 | 1,067 |
| 5.   | Losanna UC  | 25 | 16 | 9  | 7  | 31 | 27 | 1,148 | 1 282 | 1 248 | 1,027 |
| 6.   | Jona        | 17 | 16 | 5  | 11 | 22 | 35 | 0,629 | 1 201 | 1 241 | 0,968 |
| 7.   | Colombier   | 16 | 16 | 5  | 11 | 22 | 39 | 0,564 | 1 210 | 1 389 | 0,871 |
| 8.   | San Gallo   | 11 | 16 | 3  | 13 | 16 | 41 | 0,390 | 1 137 | 1 322 | 0,860 |
| 9.   | Sursee      | 1  | 16 | 0  | 16 | 6  | 48 | 0,125 | 1 003 | 1 321 | 0,759 |

      Qualificata al gruppo Champions della seconda fase
      Qualificata al gruppo League della seconda fase

### Seconda fase

#### GruppoChampions

##### Risultati
| Prima giornata |                       |     |                                   |
|                |                       |     |                                   |
| 25-01          | Amriswil - Näfels     | 3-0 | 25-18, 27-25, 25-21               |
| 25-01          | Losanna UC - Jona     | 3-1 | 23-25, 26-24, 25-23, 26-24        |
| 25-01          | Schönenwerd - Chênois | 2-3 | 22-25, 23-25, 25-19, 26-24, 19-21 |

| Seconda giornata |                     |     |                     |
|                  |                     |     |                     |
| 30-01            | Jona - Schönenwerd  | 0-3 | 23-25, 21-25, 21-25 |
| 29-01            | Näfels - Losanna UC | 3-0 | 25-21, 25-22, 25-17 |
| 05-02            | Chênois - Amriswil  | 0-3 | 23-25, 20-25, 16-25 |

| Terza giornata |                       |     |                                   |
|                |                       |     |                                   |
| 09-02          | Amriswil - Losanna UC | 3-0 | 25-18, 25-16, 25-21               |
| 09-02          | Näfels - Schönenwerd  | 2-3 | 20-25, 23-25, 25-21, 25-22, 13-15 |
| 09-02          | Chênois - Jona        | 3-1 | 22-25, 25-20, 25-20, 25-22        |

| Quarta giornata |                        |     |                                   |
|                 |                        |     |                                   |
| 12-02           | Losanna UC - Chênois   | 1-3 | 23-25, 25-19, 23-25, 20-25        |
| 13-02           | Jona - Näfels          | 2-3 | 21-25, 31-29, 25-19, 20-25, 12-15 |
| 12-02           | Schönenwerd - Amriswil | 3-1 | 21-25, 25-18, 25-23, 25-18        |

| Quinta giornata |                          |     |                            |
|                 |                          |     |                            |
| 22-02           | Amriswil - Jona          | 3-0 | 25-22, 25-12, 27-25        |
| 22-02           | Schönenwerd - Losanna UC | 3-1 | 22-25, 25-20, 25-9, 25-18  |
| 22-02           | Chênois - Näfels         | 3-1 | 23-25, 25-21, 29-27, 25-21 |

##### Classifica
| Pos. | Squadra     | Pt | G  | V  | P  | SV | SP | Ratio | PF    | PS    | Ratio |
| ---- | ----------- | -- | -- | -- | -- | -- | -- | ----- | ----- | ----- | ----- |
| 1.   | Amriswil    | 58 | 21 | 19 | 2  | 60 | 11 | 5,455 | 1 730 | 1 367 | 1,266 |
| 2.   | Schönenwerd | 55 | 21 | 19 | 2  | 60 | 19 | 3,158 | 1 873 | 1 561 | 1,200 |
| 3.   | Chênois     | 40 | 21 | 14 | 7  | 45 | 32 | 1,406 | 1 745 | 1 705 | 1,023 |
| 4.   | Näfels      | 34 | 21 | 12 | 9  | 44 | 35 | 1,257 | 1 767 | 1 689 | 1,046 |
| 5.   | Losanna UC  | 28 | 21 | 10 | 11 | 36 | 40 | 0,900 | 1 660 | 1 685 | 0,985 |
| 6.   | Jona        | 18 | 21 | 5  | 16 | 26 | 50 | 0,520 | 1 617 | 1 703 | 0,950 |

      Qualificata alle semifinali dei play-off scudetto
      Qualificata ai quarti di finale dei play-off scudetto

#### GruppoLeague

##### Risultati
| Primo turno |                       |     |                            |
|             |                       |     |                            |
| 25-01       | Colombier - Sursee    | 3-1 | 20-25, 25-22, 25-18, 25-14 |
| 28-01       | San Gallo - Colombier | 3-0 | 25-19, 25-16, 25-19        |
| 09-02       | Sursee - San Gallo    | 0-3 | 19-25, 17-25, 20-25        |

| Secondo turno |                       |     |                                  |
|               |                       |     |                                  |
| 11-02         | Sursee - Colombier    | 2-3 | 25-23, 25-23, 16-25, 22-25, 9-15 |
| 22-02         | Colombier - San Gallo | 1-3 | 25-23, 23-25, 18-25, 19-25       |
| 01-03         | San Gallo - Sursee    | 3-1 | 25-16, 19-25, 25-23, 25-18       |

| Terzo turno |                       |     |                                   |
|             |                       |     |                                   |
| 09-03       | Colombier - Sursee    | 3-0 | 25-23, 25-18, 25-20               |
| 15-03       | San Gallo - Colombier | 3-0 | 25-22, 25-22, 25-20               |
| 22-03       | Sursee - San Gallo    | 3-2 | 25-20, 25-14, 28-30, 20-25, 18-16 |

##### Classifica
| Pos. | Squadra   | Pt | G  | V | P  | SV | SP | Ratio | PF    | PS    | Ratio |
| ---- | --------- | -- | -- | - | -- | -- | -- | ----- | ----- | ----- | ----- |
| 7.   | San Gallo | 27 | 22 | 8 | 14 | 33 | 46 | 0,717 | 1 659 | 1 779 | 0,933 |
| 8.   | Colombier | 24 | 22 | 8 | 14 | 32 | 51 | 0,627 | 1 694 | 1 874 | 0,904 |
| 9.   | Sursee    | 4  | 22 | 1 | 21 | 13 | 65 | 0,200 | 1 494 | 1 876 | 0,796 |

### Play-off scudetto
|  | Quarti di finale | Quarti di finale | Quarti di finale | Quarti di finale |   |   | Semifinali | Semifinali | Semifinali | Semifinali | Semifinali      | Semifinali      | Semifinali      |                 |                 | Finale | Finale | Finale | Finale | Finale | Finale | Finale |  |
|  |                  |                  |                  |                  |   |   |            |            |            |            |                 |                 |                 |                 |                 |        |        |        |        |        |        |        |  |
|  |                  |                  |                  |                  |   |   | 1          | Amriswil   | 3          | 3          | 3               |                 |                 |                 |                 |        |        |        |        |        |        |        |  |
|  |                  |                  |                  |                  |   |   | 1          | Amriswil   | 3          | 3          | 3               |                 |                 |                 |                 |        |        |        |        |        |        |        |  |
|  |                  |                  | 4                | Näfels           | 2 | 2 | 0          |            |            |            |                 |                 |                 |                 |                 |        |        |        |        |        |        |        |  |
|  | 4                | Näfels           | 4                | Näfels           | 2 | 2 | 0          | 3          | 3          |            |                 |                 |                 |                 |                 |        |        |        |        |        |        |        |  |
|  | 4                | Näfels           |                  |                  |   |   |            |            |            |            |                 |                 |                 |                 |                 |        |        |        |        |        |        |        |  |
|  | 5                | Losanna UC       | 0                | 2                |   |   |            |            |            |            |                 |                 |                 |                 |                 |        |        |        |        |        |        |        |  |
|  | 5                | Losanna UC       | 0                | 2                |   | 1 | Amriswil   | 3          | 3          | 3          |                 |                 |                 |                 |                 |        |        |        |        |        |        |        |  |
|  |                  |                  |                  |                  |   |   |            |            |            |            |                 |                 |                 |                 |                 |        |        |        |        |        |        |        |  |
|  |                  |                  | 2                | Schönenwerd      | 0 | 0 | 2          |            |            |            |                 |                 |                 |                 |                 |        |        |        |        |        |        |        |  |
|  |                  |                  |                  |                  | 0 | 0 | 2          |            |            |            |                 |                 |                 |                 |                 |        |        |        |        |        |        |        |  |
|  |                  |                  |                  |                  |   |   |            |            |            |            |                 |                 |                 |                 |                 |        |        |        |        |        |        |        |  |
|  |                  |                  |                  |                  |   |   |            |            |            |            |                 |                 |                 |                 |                 |        |        |        |        |        |        |        |  |
|  |                  | 2                | Schönenwerd      | 3                | 2 | 3 | 3          |            |            |            | Finale 3º posto | Finale 3º posto | Finale 3º posto | Finale 3º posto | Finale 3º posto |        |        |        |        |        |        |        |  |
|  |                  |                  |                  |                  | 2 | 3 | 3          |            |            |            |                 |                 |                 |                 |                 |        |        |        |        |        |        |        |  |
|  |                  |                  | 3                | Chênois          | 0 | 3 | 1          | 1          |            |            |                 |                 |                 |                 |                 |        |        |        |        |        |        |        |  |
|  | 3                | Chênois          | 3                | Chênois          | 0 | 3 | 1          | 1          | 3          | 3          |                 |                 | 4               | Näfels          | 3               | 3      |        |        |        |        |        |        |  |
|  | 3                | Chênois          |                  |                  |   |   |            |            |            |            |                 |                 | 4               | Näfels          | 3               | 3      |        |        |        |        |        |        |  |
|  | 6                | Jona             | 0                | 0                |   |   | 3          | Chênois    | 0          | 0          |                 |                 |                 |                 |                 |        |        |        |        |        |        |        |  |

#### Quarti di finale
| Andata |                     |     |                     |
|        |                     |     |                     |
| 27-02  | Jona - Chênois      | 0-3 | 24-26, 20-25, 23-25 |
| 26-02  | Losanna UC - Näfels | 0-3 | 21-25, 18-25, 18-25 |

| Ritorno |                     |     |                                   |
|         |                     |     |                                   |
| 01-03   | Chênois - Jona      | 3-0 | 25-22, 25-21, 25-15               |
| 01-03   | Näfels - Losanna UC | 3-2 | 25-21, 20-25, 28-30, 25-16, 15-12 |

#### Semifinali
| Gara 1 |                       |     |                                  |
|        |                       |     |                                  |
| 09-03  | Amriswil - Näfels     | 3-2 | 23-25, 25-19, 25-21, 21-25, 15-8 |
| 09-03  | Schönenwerd - Chênois | 3-0 | 25-18, 25-22, 25-13              |

| Gara 2 |                       |     |                                   |
|        |                       |     |                                   |
| 15-03  | Näfels - Amriswil     | 2-3 | 25-23, 28-26, 16-25, 19-25, 13-15 |
| 15-03  | Chênois - Schönenwerd | 3-2 | 18-25, 25-21, 25-18, 18-25, 17-15 |

| Gara 3 |                       |     |                            |
|        |                       |     |                            |
| 22-03  | Amriswil - Näfels     | 3-0 | 25-18, 28-26, 25-12        |
| 22-03  | Schönenwerd - Chênois | 3-1 | 20-25, 25-17, 25-22, 32-30 |

| Gara 4 |                       |     |                            |
|        |                       |     |                            |
| 26-03  | Chênois - Schönenwerd | 1-3 | 25-22, 21-25, 24-26, 21-25 |

#### Finale 3º posto
| Gara 1 |                  |     |                     |
|        |                  |     |                     |
| 12-04  | Chênois - Näfels | 0-3 | 21-25, 20-25, 25-27 |

| Gara 2 |                  |     |                     |
|        |                  |     |                     |
| 19-04  | Näfels - Chênois | 3-0 | 25-17, 25-17, 26-24 |

#### Finale
| Gara 1 |                        |     |                     |
|        |                        |     |                     |
| 11-04  | Amriswil - Schönenwerd | 3-0 | 27-25, 26-24, 25-17 |

| Gara 2 |                        |     |                     |
|        |                        |     |                     |
| 16-04  | Schönenwerd - Amriswil | 0-3 | 23-25, 19-25, 17-25 |

| Gara 3 |                        |     |                                   |
|        |                        |     |                                   |
| 23-04  | Amriswil - Schönenwerd | 3-2 | 25-22, 25-17, 28-30, 22-25, 15-11 |

### Play-off 5º posto

#### Tabellone
|  | Finale 5º posto |            |   |   |  |  |
|  |                 |            |   |   |  |  |
|  | 5               | Losanna UC | 3 | 3 |  |  |
|  | 5               | Losanna UC | 3 | 3 |  |  |
|  | 6               | Jona       | 1 | 0 |  |  |

#### Risultati
| Gara 1 |                   |     |                            |
|        |                   |     |                            |
| 09-03  | Jona - Losanna UC | 1-3 | 25-27, 14-25, 25-23, 27-29 |

| Gara 2 |                   |     |                     |
|        |                   |     |                     |
| 15-03  | Losanna UC - Jona | 3-0 | 25-20, 25-20, 25-16 |

## Classifica finale
| Pos | Squadra     | Qualificazione |
| --- | ----------- | -------------- |
|     | Amriswil    |                |
| 2   | Schönenwerd |                |
| 3   | Näfels      |                |
| 4   | Chênois     |                |
| 5   | Losanna UC  |                |
| 6   | Jona        |                |
| 7   | San Gallo   |                |
| 8   | Colombier   |                |
| 9   | Sursee      |                |

## Statistiche
| Rendimento individuale | Rendimento individuale   | Rendimento individuale | Rendimento individuale |
| Pos.                   | Nome                     | Punti                  | Squadra                |
| ---------------------- | ------------------------ | ---------------------- | ---------------------- |
| 1                      | Ángel Rodríguez          | 479                    | Losanna UC             |
| 2                      | Mathias Corzo            | 425                    | Näfels                 |
| 3                      | Mahela Indeewara Bandara | 386                    | Schönenwerd            |
| 4                      | Jurij Tomyn              | 379                    | San Gallo              |
| 5                      | Mariano Giustiniano      | 377                    | Näfels                 |
| 6                      | Joosep Kurik             | 370                    | Chênois                |
| 7                      | Ramon Caviezel           | 321                    | Jona                   |
| 8                      | Iliya Goldrin            | 309                    | Amriswil               |
| 9                      | David Boon               | 307                    | Colombier              |
| 10                     | Julian Weisigk           | 288                    | Amriswil               |

| Attacchi vincenti | Attacchi vincenti        | Attacchi vincenti | Attacchi vincenti |
| Pos.              | Nome                     | Punti             | Squadra           |
| ----------------- | ------------------------ | ----------------- | ----------------- |
| 1                 | Ángel Rodríguez          | 420               | Losanna UC        |
| 2                 | Mathias Corzo            | 391               | Näfels            |
| 3                 | Mahela Indeewara Bandara | 342               | Schönenwerd       |
| 4                 | Mariano Giustiniano      | 338               | Näfels            |
| 5                 | Joosep Kurik             | 318               | Chênois           |
| 6                 | Jurij Tomyn              | 309               | San Gallo         |
| 7                 | Ramon Caviezel           | 286               | Jona              |
| 8                 | Iliya Goldrin            | 258               | Amriswil          |
| 9                 | David Boon               | 254               | Colombier         |
| 10                | Joël Brüschweiler        | 239               | Colombier         |
| 10                | Cyril Kolb               | 239               | Schönenwerd       |

| Muri vincenti | Muri vincenti   | Muri vincenti | Muri vincenti |
| Pos.          | Nome            | Punti         | Squadra       |
| ------------- | --------------- | ------------- | ------------- |
| 1             | Daniel Urueña   | 82            | Amriswil      |
| 2             | Simon Maag      | 67            | Schönenwerd   |
| 2             | Risto Nikolov   | 67            | Näfels        |
| 4             | Frédéric Maulat | 64            | Colombier     |
| 5             | Hélio Sanches   | 60            | Chênois       |
| 6             | Daniel Matheney | 55            | Losanna UC    |
| 7             | Connor Campbell | 53            | Näfels        |
| 8             | Joel Hauck      | 46            | Amriswil      |
| 9             | Raffael Zingg   | 41            | San Gallo     |
| 10            | Facundo Imhoff  | 40            | Amriswil      |
| 10            | Luis Lange      | 40            | Jona          |
| 10            | Karim Zerika    | 40            | Chênois       |

| Battute vincenti | Battute vincenti         | Battute vincenti | Battute vincenti |
| Pos.             | Nome                     | Punti            | Squadra          |
| ---------------- | ------------------------ | ---------------- | ---------------- |
| 1                | Ángel Rodríguez          | 41               | Losanna UC       |
| 2                | Jurij Tomyn              | 35               | San Gallo        |
| 3                | Gabriel Chancy           | 33               | Näfels           |
| 3                | Julian Weisigk           | 33               | Amriswil         |
| 5                | Tim Bayet                | 30               | Losanna UC       |
| 5                | Simon Maag               | 30               | Schönenwerd      |
| 7                | Iliya Goldrin            | 28               | Amriswil         |
| 8                | Cyril Kolb               | 27               | Schönenwerd      |
| 9                | Reto Giger               | 26               | Schönenwerd      |
| 10               | Joël Brüschweiler        | 23               | Colombier        |
| 10               | Mahela Indeewara Bandara | 23               | Schönenwerd      |